# Миллс, Хейли
Хе́йли Кэ́трин Ро́уз Вивье́н Миллс (англ. Hayley Catherine Rose Vivien Mills; род. 18 апреля 1946, Марилебон, Лондон) — британская актриса, дочь Джона Миллса и Мэри Хейли Белл, сестра Джульет Миллс, мать Криспиана Миллса.
Актёрская карьера Хейли Миллс началась в детстве. В 13 лет известность ей принесла роль в фильме «Тигровая бухта», за которую она получила молодёжную премию BAFTA. В 1961 году роль девочки-сироты в диснеевском фильме «Поллианна» принесла Миллс огромную популярность в Америке и «Оскар» в номинации «Молодёжная награда». В том же году Миллс стала обладательницей «Золотого глобуса» в номинации «Новая звезда года». В 1960-е годы Миллс снялась в шести фильмах Walt Disney, все они имели успех в прокате. На этот период пришёлся пик карьеры Миллс — критики называли её самой любимой детской кинозвездой в Америке. Этот имидж, однако, помешал ей сыграть роли в таких, ставших легендарными лентах, как «Лолита» и «Мыс страха». После окончания контракта с Walt Disney, Миллс вернулась в Англию, где продолжила исполнять роли в кино. В конце 1960-х годов Миллс начала театральную карьеру, а с конца 1970-х стала регулярно сниматься в телевизионных фильмах.
В 1980-е годы Миллс присоединилась к Международному обществу сознания Кришны, стала вегетарианкой и занималась пропагандой вегетарианства. В 1971—1977 годы Миллс была замужем за режиссёром Роем Боултингом. От этого брака у неё родился сын Криспиан.

## 1946—1960 гг. Ранние годы. Начало актёрской карьеры
Хэйли Миллс родилась 18 апреля 1946 года в зажиточном лондонском квартале Марилебон. Она была вторым ребёнком в семье английского актёра Джона Миллса и драматурга Мэри Хейли Белл. В 1958 году, когда Хэйли было 12 лет, Джон Миллс был приглашён на главную роль в фильме режиссёра Джей Ли Томпсона «Тигровая бухта». Однажды, Томпсон пришёл домой к Миллсу, намереваясь обсудить с актёром предстоящую работу над фильмом. В это время Томпсон подыскивал мальчика для другой из главных ролей в фильме. Увидев, как Хэйли имитировала телевизионную рекламу, Томпсон решил, что она лучше всего подходит для этой роли и пригласил её для участия в фильме.

## 1960—1965 гг. Работа в Walt Disney
Игра Миллс в «Тигровой бухте» очень понравилась Лилиан Дисней (жене Уолта Диснея) и она рекомендовала юную актрису на главную роль в новом диснеевском фильме «Поллианна». Роль девочки-сироты Поллианны сделала Миллс суперзвездой в США и принесла ей молодёжный «Оскар». У себя на родине, Миллс получила номинацию на премию BAFTA за лучшую женскую роль, но проиграла Рейчел Робертс.
В 1961 году Миллс появилась в другой диснеевской ленте, семейной комедии «Ловушка для родителей», где сыграла две роли раздельно живущих сестёр-близнецов, пытающихся свести своих разведённых родителей. За эту роль Миллс получила номинацию на премию «Золотой глобус» в категории «Лучшая женская роль в комедии или мюзикле», но премия ушла к американской актрисе Розалинд Расселл. В «Ловушке для родителей» Миллс исполнила песню «Let's Get Together», ставшую крупным хитом. Выпущенная в виде сингла, композиция поднялась до 8-го места в Billboard Hot 100. Успех песни привёл к записи на диснеевском лейбле Buena Vista сольного альбома Миллс под названием «Let’s Get Together with Hayley Mills». На альбом вошёл второй хит Миллс, «Johnny Jingo», поднявшийся в 1962 году до 21-го места в Billboard Hot 100.
В последующие четыре года Миллс исполнила роли ещё в четырёх диснеевских фильмах: «В поисках потерпевших кораблекрушение», «Летняя магия», «Лунные пряхи» и «Эта дикая кошка». Последние два фильма, выпущенные после начала «британского вторжения» The Beatles, имели большой успех в американском прокате. Успеху фильмов способствовала широко освещённая в СМИ встреча Миллс с битлом Джорджем Харрисоном, состоявшаяся в апреле 1964 года. На этот период пришёлся пик карьеры Миллс, ставшей самой популярной и любимой детской актрисой в Америке. В 1963 году за роль Нэнси Кэри в фильме «Летняя магия» Миллс получила свою вторую номинацию на «Золотой глобус» в категории «Лучшая женская роль в комедии или мюзикле», но премия досталась Ширли Маклейн за её роль в ленте «Нежная Ирма».
Вдобавок к фильмам с Walt Disney, Миллс снялась в таких лентах, как «Свистни по ветру» (экранизации одноимённой книги её матери Мэри Хейли Белл), «Вся правда о весне» (в этом фильме роль её отца сыграл Джон Миллс) и «Меловой сад». За роль Кэти Босток в ленте «Свистни по ветру», Миллс получила свою вторую (и пока последнюю) номинацию на премию BAFTA за лучшую женскую роль, но проиграла Доре Брайан.
В 1960 году Стэнли Кубрик предложил Миллс роль Лолиты в своей экранизации романа Владимира Набокова. Однако, Миллс вынуждена была отказаться от предложения. Сделала она это под давлением отца, Джона Миллса, и Уолта Диснея, посчитавшего эту роль неподобающей для детской звезды семейных диснеевских фильмов. В 1962 году контракт с Walt Disney не позволил Миллс сняться в другом «неподобающем» фильме с педофилическим уклоном — «Мыс страха». Режиссёр ленты Джей Ли Томпсон выбрал Миллс на роль Нэнси — малолетней дочери адвоката Сэма Боудэна (Грегори Пек), преследуемой вышедшим из тюрьмы насильником Мэксом Кэди (Роберт Митчем), отсидевшим 8 лет за изнасилование несовершеннолетней.

## 1966—1975 гг. Кинокарьера после Walt Disney
Вскоре после окончания контракта с Disney в 1965 году, Миллс снялась в комедии «Беда с ангелами», в которой другую главную роль сыграла американская актриса Розалинд Расселл. Затем Миллс вернулась в Англию, где в 1966 году исполнила главную роль в фильме «Девушка-цыганка». Режиссёром фильма был отец Хэйли, а автором сценария — её мать. В том же году Джон Миллс и режиссёр Рой Боултинг уговорили Хэйли сняться в комедийной ленте с эротическим уклоном «Дела семейные». Музыку к фильму написал Пол Маккартни, а аранжировку сделал битловский продюсер Джордж Мартин. В 1967 году, вместе с известным индийским актёром Шаши Капуром, Миллс сыграла главную роль в фильме «Хорошенькая Полли», съёмки которого прошли в Сингапуре. Появившись в южноафриканском фильме The Kingfisher Caper в 1975 году, Миллс несколько лет не снималась в кино.

## Карьера на телевидении
В 1981 году Миллс вернулась к актёрской работе, исполнив роль в британском телесериале The Flame Trees of Thika, снятого по мотивам мемуаров Элспет Хаксли, повествующих о её жизни на кофейной ферме в колониальной Восточной Африке. Телесериал и игра Миллс получили положительные отзывы критиков, что вдохновило Миллс на дальнейшую актёрскую работу. Она вернулась в США, где появилась в двух эпизодах сериала «Лодка любви» и выступила в качестве нарратора в одной из серий популярного телесериала «Чудесный мир Диснея».
В 1986 году Миллс снова сыграла роль сестёр-близняшек в снятых для телевидения сиквелах фильма «Ловушка для родителей»: «Ловушка для родителей II», «Ловушка для родителей III» и «Ловушка для родителей: Медовый месяц на Гавайях». В конце 1980-х годов Миллс сыграла главную роль в спродюсированном Disney Channel молодёжном ситкоме «Доброе утро, мисс Блисс». В знак признания заслуг Хэйли Миллс в работе с Walt Disney, компания в 1998 году удостоила актрису престижной премии Disney Legends.
В вышедшем в 2000 году документальном фильме Sir John Mills' Moving Memories, Миллс рассказала о своём детстве. С 2007 года она снимается в британском телесериале «Дикие сердцем».

## Театральная карьера
В 1966 году Миллс дебютировала на сцене в Вест-Энде, в театральной постановке «Питера Пэна». В 1991 году Миллс сыграла роль Анны Леонуэнс в австралийской постановке мюзикла «Король и я». В 2000 году состоялся её дебют на нью-йоркской сцене, в пьесе Ноэла Кауарда «Suite in Two Keys».

## Личная жизнь
В 1966 году, во время съёмок фильма «Дела семейные», двадцатилетняя Миллс познакомилась с режиссёром Роем Боултингом, который был старше её на 32 года. Позднее между ними завязался роман. В 1971 году они поженились и жили в лондонском районе Кенсингтон. От этого брака в 1973 году у Миллс родился сын Криспиан, позднее получивший известность как лидер психоделической рок-группы Kula Shaker.
В 1975 году Миллс познакомилась в Вест-Энде с британским актёром Ли Лоусоном. В 1976 году Миллс родила от Лоусона сына Джейсона и в 1977 году развелась с Роем Боултингом.
Когда в начале 1980-х годов роман подошёл к концу, Лоусон женился на английской фотомодели Твигги, а Миллс нашла утешение в индуизме. Она присоединилась к Международному обществу сознания Кришны и вместе со своим сыном Криспианом совершала паломничества во Вриндаван и другие святые места кришнаитов в Индии. У себя на родине Миллс занялась пропагандой вегетарианства, написав, в частности, предисловие к опубликованной в 1984 году кришнаитской кухонной книге The Hare Krishna Book of Vegetarian Cooking, которая разошлась миллионными тиражами. До конца 1990-х годов Миллс была вегетарианкой, затем стала пескетарианкой.
В конце 1980-х — 1990-е годы Миллс встречалась с рок-музыкантом Маркусом Маклейном, лидером нью-йоркской психоделической рок-группы Objects of Desire (в этом коллективе в начале своей музыкальной карьеры играл её сын Криспиан Миллс). Маклейн был младше Миллс на 16 лет и был кришнаитом по вероисповеданию. В 1988 году Миллс вместе с Маклейном издала книгу My God («Мой Бог») — сборник, в который вошли эссе ряда знаменитостей, повествующих о своих религиозных верованиях (или отсутствии таковых). По данным на 2012 год встречалась с американским актёром индийского происхождения Фирдусом Бамджи.
В апреле 2008 года у Миллс обнаружили рак груди, от которого она смогла вылечиться.

## Фильмография
| Год  |   | Русское название                                | Оригинальное название                              | Роль                                                          |
| ---- | - | ----------------------------------------------- | -------------------------------------------------- | ------------------------------------------------------------- |
| 1959 | ф | Тигровая бухта                                  | Tiger Bay                                          | Джилли / Gillie                                               |
| 1960 | ф | Поллианна                                       | Pollyanna                                          | Поллианна / Pollyanna                                         |
| 1961 | ф | Ловушка для родителей                           | The Parent Trap                                    | Сьюзен Эверс/Шэрон Маккендрик / Susan Evers/Sharon McKendrick |
| 1961 | ф | Свистни по ветру                                | Whistle Down the Wind                              | Кэти Босток / Kathy Bostock                                   |
| 1962 | ф | В поисках потерпевших кораблекрушение           | In Search of the Castaways                         | Мэри Грант / Mary Grant                                       |
| 1963 | ф | Летняя магия                                    | Summer Magic                                       | Нэнси Кэри / Nancy Carey                                      |
| 1964 | ф | Меловой сад                                     | The Chalk Garden                                   | Лорел / Laurel                                                |
| 1964 | ф | Лунные пряхи                                    | The Moon-Spinners                                  | Никки Феррис / Nikky Ferris                                   |
| 1965 | ф | Вся правда о весне                              | The Truth About Spring                             | Спринг Тайлер / Spring Tyler                                  |
| 1965 | ф | Эта дикая кошка                                 | That Darn Cat!                                     | Патти Рандал / Patti Randall                                  |
| 1966 | ф | Девушка-цыганка                                 | Sky West and Crooked / Gypsy Girl                  | Брайди Уайт / Brydie White                                    |
| 1966 | ф | Беда с ангелами                                 | The Trouble with Angels                            | Мэри Клэнси / Mary Clancy                                     |
| 1966 | ф | Мечтатель                                       | The Daydreamer                                     | Маленькая русалка (озвучка) / The Little Mermaid (voice)      |
| 1966 | ф | Дела семейные                                   | The Family Way                                     | Дженни Фиттон / Jenny Fitton                                  |
| 1967 | ф | Хорошенькая Полли                               | Pretty Polly/A Matter of Innocence                 | Полли Барлоу / Polly Barlow                                   |
| 1968 | ф | Расшатанные нервы                               | Twisted Nerve                                      | Сьюзен Харпер / Susan Harper                                  |
| 1970 | ф | Например, такая как ты                          | Take a Girl Like You                               | Дженни Банн / Jenny Bunn                                      |
| 1971 | ф | Мистер Форбуш и пингвины                        | Mr. Forbush and the Penguins / Cry of the Penguins | Тара Сент-Джон Лук / Tara St. John Luke                       |
| 1972 | ф | Бесконечная ночь                                | Endless Night                                      | Фенелла "Элли" Томсен / Fenella 'Ellie' Thomsen               |
| 1974 | ф | What Changed Charley Farthing                   | What Changed Charley Farthing / The Bananas Boat   | Дженни / Jenny                                                |
| 1974 | ф | Смертельные незнакомцы                          | Deadly Strangers                                   | Белле Адамс / Belle Adams                                     |
| 1974 | ф | Тиллер                                          | Thriller                                           | Саманта Миллер / Samantha Miller                              |
| 1975 | ф | The Kingfisher Caper                            | The Kingfisher Caper                               | Трейси / Tracy                                                |
| 1979 | ф | Лодка любви                                     | The Love Boat                                      | Ширли Тайсон / Shirley Tyson                                  |
| 1980 | ф | Лодка любви                                     | The Love Boat                                      | Лейла Стэнхоуп / Leila Stanhope                               |
| 1981 | ф | The Flame Trees of Thika                        | The Flame Trees of Thika                           | Тилли Грант / Tilly Grant                                     |
| 1983 | ф | Непридуманные истории                           | Tales of the Unexpected                            | Клэр Хауксворт / Claire Hawksworth                            |
| 1985 | ф | Лодка любви                                     | The Love Boat                                      | Дайан Типтон / Dianne Tipton                                  |
| 1986 | ф | Ловушка для родителей II                        | The Parent Trap II                                 | Сьюзен Кэри/Шэрон Феррис / Susan Carey/Sharon Ferris          |
| 1986 | ф | Она написала убийство                           | Murder, She Wrote                                  | Синтия Тейт / Cynthia Tate                                    |
| 1986 | ф | Удивительные истории                            | Amazing Stories                                    | Джоан Симмонс / Joan Simmons                                  |
| 1987 | ф | Доброе утро, мисс Блисс                         | Good Morning, Miss Bliss                           | Мисс Кэрри Блисс / Miss Carrie Bliss                          |
| 1988 | ф | Свидание со смертью                             | Appointment with Death                             | Мисс Куинтон / Miss Quinton                                   |
| 1989 | ф | Ловушка для родителей III                       | The Parent Trap III                                | Сьюзен Эверс/Шэрон Грэнд / Susan Evers/Sharon Grand           |
| 1989 | ф | Ловушка для родителей: Медовый месяц на Гавайях | The Parent Trap: Hawaiian Honeymoon                | Сьюзен Уайетт/Шэрон Эверс / Susan Wyatt/Sharon Evers          |
| 1990 | ф | Back Home                                       | Back Home                                          | Миссис Пегги Дикинсон / Mrs. Peggy Dickinson                  |
| 1991 | ф | После полуночи                                  | After Midnight                                     | Сэлли Райан / Sally Ryan                                      |
| 1994 | ф | Тролль в Центральном парке                      | A Troll in Central Park                            | Хилари (озвучка) / Hilary (voice)                             |
| 2000 | ф | Sir John Mills' Moving Memories                 | Sir John Mills' Moving Memories                    | в роли самой себя / Herself                                   |
| 2004 | ф | 2BPerfectlyHonest                               | 2BPerfectlyHonest                                  | Терри / Terri                                                 |
| 2005 | ф | Stricken                                        | Stricken                                           | Хилди / Hildy                                                 |
| 2006 | ф | Pola Negri: Life is a Dream in Cinema           | Pola Negri: Life is a Dream in Cinema              | в роли самой себя / Herself                                   |
| 2007 | ф | Дикие сердцем                                   | Wild at Heart                                      | Каролин Де Плесси / Caroline Du Plessis                       |
| 2010 | ф | Mandie and the Cherokee Treasure                | Mandie and the Cherokee Treasure                   | Мэри Элизабет Тафт / Mary Elizabeth Taft                      |
| 2011 | ф | Мой маленький ангел                             | Foster                                             | Миссис Ландж / Mrs Lange                                      |